# ピアノ曲XI〜XIX
ピアノ曲XI〜XIX（ピアノきょく）は、ドイツの作曲家、カールハインツ・シュトックハウゼンが作曲したピアノ曲である。

## 概要
ピアノ曲I〜V、ピアノ曲V〜Xがそれぞれピアノ曲集である一方で、以降のピアノ曲と題された作品は、ピアノ曲XIのみ独立した作品として、ピアノ曲XIIからXIXまでの作品は、いずれも連作オペラ「光」（1977～2003年）に関連したもので、当初の曲集としての計画を引き継いでいない。

## 楽曲構成

### ピアノ曲XI
ピアノ曲XIは、偶然性を加味した構造で有名である。この作品の構造とグラフィック・レイアウトはモートン・フェルドマンが1953年に発表した「Intermission 6 for 1 or 2 pianos」に似ている。この作品では15の断片が1ページの楽譜に配され「作曲は任意の音で始まり、任意の他の音で進む」という指示が与えられている。同年、アール・ブラウンは1～25人のピアニストのための「25のページ」を作曲している。この作品では、ページは演奏者が選んだ順序で並べられ、各ページはどちらを上にしても演奏でき、各2行のシステム内のイベントは高音部または低音部の音部記号として読むことができる。 当時、フェルドマンの作品のバージョンを準備していたデヴィッド・チューダーが1955年にケルンを訪れたときのことを、シュトックハウゼンは次のように回想している。
「ページのどこに行くかを決めることができる作品を書いたらどうだろう？」。私は、すでにやっている人を知っていると言うと、彼は「その場合、私は作曲しない」と言いました。そこで私は撤回し、友人が考えていたアイデアだと言って、他の作曲家のことは考えずに、とにかくやってみてくれと伝え、それがピアノ曲XIにつながったのです。
フェルドマンの作品は、ページ上のレイアウトを除けばシュトックハウゼンの作曲とは何の共通点もなく、その構成要素は単音と和音であり、リズムやダイナミックな表示はない。

#### 楽曲構成
ピアノ曲XIは、1枚の大きなページに描かれた19のフラグメントから構成されています。演奏者はどの断片からでも始められ、他の断片へと進み、3回目にある断片に到達したところで演奏を終了する。各フラグメントの終わりにあるテンポやダイナミクスなどのマークは、次のフラグメントに適用される。作品は複雑な音列で作曲されているが、音程は十二音技法とは関係なく、それまでに作曲されたリズムの比率から導かれている。これらの持続時間は、すべての行が6つで、列の数が2から7まで変化する一連の行列に基づいている。これらの行列は「2次元の『スケール』のセットに相当する」。これらのリズムマトリクスの最初の行は、 + の2列、3列の+、を4列...といった具合に、単純な算術的な持続時間の値の列で構成された最大7列まであり、1列目以降はその値をさらに細かく不規則に分割したものになる。これらの「二次元のスケール」を系統的に順列化し、その結果得られた6つの次第に大きくなるマトリックスを組み合わせて、6列6行の新しい複雑なリズム・マトリックスの列を形成した。そしてシュトックハウゼンは、利用可能な36のリズム構造のうち19の構造を選び、ピアノ曲XIの断片として作曲した。
|    | #5 |     | #11 |     | #17 |
|    | #6 | #8  |     |     | #18 |
| #1 |    | #9  | #12 |     | x   |
| #2 |    |     | #13 | #14 |     |
| #3 |    | #10 |     | #15 |     |
| #4 | #7 |     |     | #16 | #19 |

シュトックハウゼンのデザインは最初の列（最も短い持続時間）と最後の列（最も複雑な細分化）を除いて各行（細分化の複雑さの度合い）と各列（断片の全体的な持続時間）から同数の断片を選択することだった。このことはシュトックハウゼンが最初に最後の断片に6列3行目を選んだ（図では×印）がその後、右下のセルに変更したことからもうかがえる。断片を書き出す際、シュトックハウゼンはマトリクスの音価を2倍にしたため、楽譜では、断片1-4，5-7，8-10，11-13，14-16，17-19の全体の持続時間はそれぞれ3，6，10，15，21，28分音符となっている。これらのグループの中には、メロディや和音の「メインテキスト」がある。これらの中には，グレイスノートの和音やクラスターのグループ、トレモロ、トリル、ハーモニクスなどが散りばめられており、これらの2つのレベルは独立して構成されている。
この作品の初期の分析者の一人であるKonrad Boehmerは，グループの持続時間の異なるセットを観察したが、明らかにスケッチを見ていなかったことから、異なる分類法を確立した（そして一つのグループの持続時間を数えるのを間違えた）。なおこのBoehmerのラベルはその後の多くの作曲家によってしばし使用されている。
| スケッチ | Boehmer |
| 1        | A1      |
| 2        | A2      |
| 3        | A4      |
| 4        | A3      |
| 5        | B2      |
| 6        | B1      |
| 7        | B3      |
| 8        | C1      |
| 9        | C3      |
| 10       | C2      |
| 11       | D1      |
| 12       | D4      |
| 13       | D2      |
| 14       | E2      |
| 15       | E1      |
| 16       | D3      |
| 17       | F3      |
| 18       | F1      |
| 19       | F2      |

そして、この19の断片は、選択の自発性に与えうる影響を最小限に抑え、統計的な平等性を促進するような方法で、楽譜の1枚の大きなページに分配される。
作品は1957年4月22日にニューヨークで「ピアノ曲XI」を世界初演したデヴィッド・テューダーに捧げられているが、そのバージョンは2種類あった。 シュトックハウゼンは誤解のために、7月のダルムシュテッター・フェレンクレスで、テューダーをピアニストにしてヴォルフガング・シュタイネッケに世界初演を約束していた。チューダーがニューヨークで演奏したことをルイジ・ノーノから知らされたシュタイネッケは激怒した。チューダーは手紙で謝罪し、シュタイネッケはヨーロッパ初演で我慢することを受け入れたが、その後、チューダーはダルムシュタットの2週間前にパリで演奏する計画を立てた。しかし、テューダーは7月の初めに重病に倒れ、ヨーロッパ・ツアーをキャンセルしなければならなかったため、ヨーロッパ初演はコースの最終日である1957年7月28日にダルムシュタットのオランジェリーで行われ、ピアニストのポール・ジェイコブスが演奏する2つの異なるバージョンで行われ、プログラムブックには世界初演と記されていた。

### ピアノ曲XII
ピアノ曲XIIは3つの大きなセクションで構成されており、これらはシュトックハウゼンの『光から木曜日』（1979年）の第1幕第3場の3つの「試験」の音楽として対応している。この場面は、ミヒャエルの「木曜日」の部分の2番目の音、すなわちE音を16分の1拍子、32分の1拍子、8分の1拍子の3つの部分に分割した「光」のズーパーフォルメルに基づいて形成されている。
ピアノ曲XIIは、1983年6月9日にスイスのヴェルニエで開催された「ヴェルニエの春」音楽祭で初演された。

#### 楽曲構成
このリズムは、このシーンの3つの「試験」の時間を支配しており、したがってピアノ曲全体の時間も支配されている（3:1:4）。ズーパーフォルメルの3つのポリフォニック・メロディー（「フォルメル」）は、これらの3つの声部の中で複雑に登場し、第1部ではイブの形式が最も高く、第2部ではルシファーの形式が最も高く、第3部ではミヒャエルの形式が最も高くなっている。これはミヒャエルが審査中の試験官に対して、イヴを表す「母親」、ルシファーを表す「父親」、そして自分自身の連続した視点から、自分の地上での人生を語るというドラマトゥルギーに対応している。 それぞれの場合の上段は、3つの中で最も豊かな装飾が施されている。それぞれの旋律は、異なる特徴的な音程と、それに続く逆方向の半音で始まり、この3音図は、上昇する長3番と下降する短2番、上昇する長7番（最初の音が何度か繰り返される）と下降する短2番、最後に下降する完全4番と上昇する短7番というように、各セクションで優勢を保ち続けている。
オペラにて、ミヒャエルは第1審査ではテノール歌手、第2審査ではトランペット（バセットホルンの伴奏付き）、第3審査ではダンサーによって描かれている。また、ピアニストが伴奏を担当している。ピアノ・ソロのバージョンでは，テノール、トランペット、バセット・ホルンの素材は，ピアノのテクスチャーに取り込まれるか、ピアニストによってハミング、口笛，または発声され、鍵盤上で演奏されるポリフォニックなレイヤーに加えられる。ヴォーカル・ノイズや、ピアノの弦を直接叩いて鳴らすグリッサンディや個々の音は、ズーパーフォルメルから直接出てくるもので、シュトックハウゼンが「カラー・サイレンス」と呼ぶものを構成している。ピアノ曲XIIでは、明確なメロディ・セグメントとカラー・サイレンスが並置され、組み合わされて中間的な形態を形成している。3つのセクションの比例系列のため、中間のセクションは最も短く、最も生き生きとしており、最後のセクションは3つのセクションの中で最も遅く、最も長くなっている。

### ピアノ曲XIII

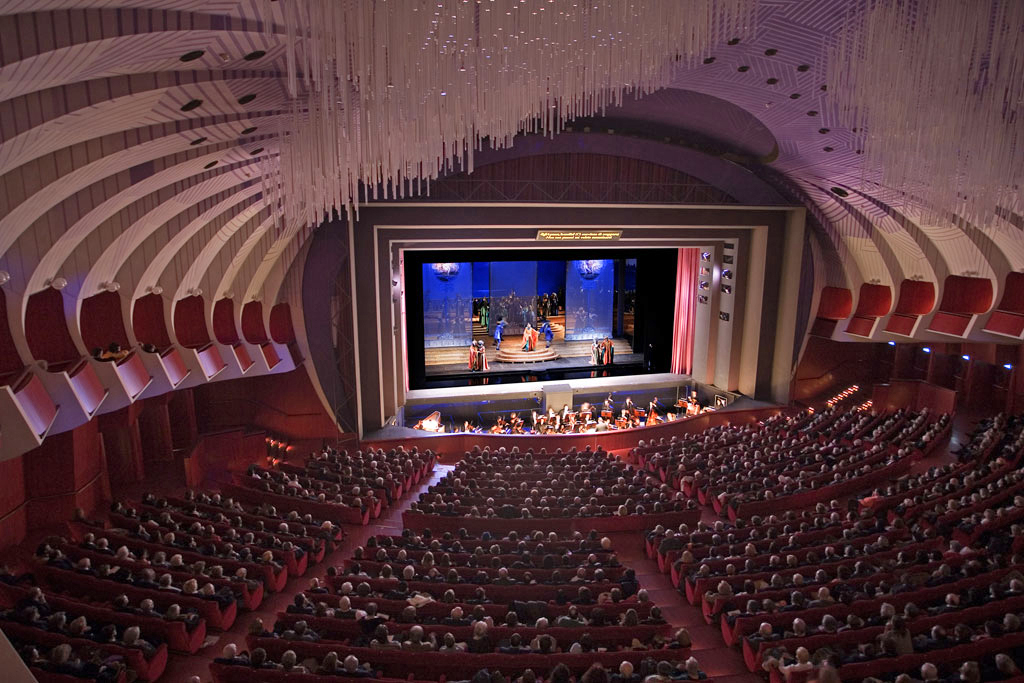
The Teatro Regio in Turin, where Klavierstück XIII was premiered

ピアノ曲XIIIは、ピアノとバスのための作品で、「光から土曜日」の第1場面（「Luzifers Traum」）の音楽である。 この作品は作曲者の娘マジェッラのために書かれたもので、ピアノ独奏版は1982年6月10日にトリノのテアトロ・レージョで彼女によって初演された。

#### 楽曲構成
この曲の重要な構成要素は冒頭で鳴らされている、最低音域の上向きに跳ね上がる1つの長7音，中音域の同時性と同じ音程、そして1つの非常に高い音によって，曲全体が展開する5つの調性層が確立されている。この5つの対位法による層は，3つの層からなる「光」のズーパーフォルメルから3つのステップで展開される。まず第6番目の「土曜日」の部分（第14～16小節）の3つの層はオペラ『光から土曜日』の背景構造から抽出される。第2にルシファーのフォルメルの「核」の形（ルシファーのフォルメルの11の音程，基本的な持続時間を持つが，リズムの細分化や主要セグメントの間に挿入される7つのアクジデンツェン（「音階」，「即興」，「エコー」，「カラー・サイレンス」など）を除いたもの）の完全な記述からなる第4の層が、「土曜日」のセグメントの持続時間に圧縮されて、極低音域に重ねられる。3つ目は、オペラの最初のシーンに相当する冒頭部分に、5つ目のレイヤーを追加することである。これはルシファーのズーパーフォルメルからなり、その挿入や装飾のすべてが、この場面の長さに合わせてさらに圧縮され、中音域に配置されている。
5つの層のリズムは、曲の総時間（理論上は27.04分）を1、5、8、24、60等分に分割している。 [この5つの分割のうち、圧倒的に多いのは、最も後ろの層のルシファー層の上昇する5連符であり、その各音（G♯、A、A♯、B、C）が完全なルシファーのフォルメルの開始音となり、曲の総演奏時間の5分の1の長さに構成されている。 [これらのフォルメルにおけるリズム活動の密度は、5つのセクションのそれぞれの音をフィボナッチ級数の最初の5つのメンバーで分割することによって、徐々に増加する。つまり、第1セクションでは音符がそのままの形で登場し、第2セクションではそれぞれが半分に分割され、第3セクションでは3連符に分割されるという具合である。 最後に、「沈黙と動かない音をもたらすために、もはや知覚できないところまで形を破壊し始める極端な圧縮」のプロセスが作品の過程で課せられる。「フォルメル（その骨格は第1部に存在する）が確立され，次にその要素のすべてが （圧縮によって）静けさ、色のついた静けさ、無、空虚を生み出すように，知覚できなくなるまでますます圧縮される」 。これは、圧縮（Stauchungen）、伸張（Dehnungen）、休符の連続的な順列によって達成され、毎回同じ要素が徐々に変更されるのを避けるために、侵食の最大の分散を達成するように設計されている。 ルシファーのフォルメルのあるセクションから次のセクションへの安定したピッチの上昇に支えられたこの漸進的なプロセスは、3分の1の音程で特徴づけられるイブのフォルメルの高音域からの下降によって平行している。3つ目の旋律（ミカエルの旋律）は、終始最高音域にとどまり、歪曲のプロセスから除外される。曲の終わりの少し前に、ルシファーのフォルメルとイヴのフォルメルが収束する。ここでイヴの旋律が主張し、形式的な処理が完了すると、音楽は消えてピアノの蓋が下ろされる。

### ピアノ曲XIV
ピアノ曲XIVは1984年8月7日から8日にかけて、ピエール・ブーレーズの60歳の誕生日プレゼントとして、キュルテンで作曲されたもので、ブーレーズに捧げられている。1985年3月31日にバーデン・バーデンで行われたブーレーズの誕生日コンサートで、ピエール＝ローラン・エマールによって初演された。1987年に女声合唱団のパートが追加され、『光から月曜日』の第2幕、第2場の音楽となった。

#### 楽曲構成
ピアノ曲XIVは、20小節、演奏時間約6分と、前の2曲に比べて非常に短い曲で、基本的には「光」のズーパーフォルメルをシンプルに表現したものである。 しかし、ピアノ曲XIIの3部構成やピアノ曲XIIIの5部構成と比較すると、この曲はズーパーフォルメルの7つのセクションを忠実に踏襲している。
シュトックハウゼンは、このズーパーフォルメルをピアノ用にアレンジする際に、2つの大きな変更を加えている。まずイヴのフォルメル （オリジナルのズーパーフォルメルの中央の線）が高音域に移調され、中央に下げられたミカエルのフォルメルと交換され、ルシファーのフォルメルは低音部の元の位置のままとなっている。これによりイヴのフォルメルが前面に出て来るが、これは「光」のサイクルでは月曜日がイヴの日であることから、そのような変更が加えられた。第2に，ミカエルのフォルメルは基本的に変更されていないが、イヴとルシファーの両層は、シュトックハウゼンがシャインシュピーゲルング（Schein-Spiegelung）、すなわち「見かけ上の反転」と呼んだプロセスによって、反転しているように見えるようになっている。 これはメロディーの隣り合うコアトーンのいくつかを交換することによって達成される。例えばオリジナルの「ルシファー」の旋律は、最初に何度も繰り返される音がF♯になり、それに続いて下降しながらクレッシェンドして低いGになり、スケールのような図形を応用して下降する7番目の音を埋めている。豊かな装飾が施されたイヴのフォルメルでは，同じように音を交換して，当初はCからEへと上昇していた長三度が，EからCへと下降するようになっている。後に露出した場所でも，同じような交換によって、ミヒャエルのフォルメルが閉じる音程列によく似たパッセージが作られている。

### ピアノ曲XV
シュトックハウゼンは1991年に作曲した『光から火曜日』のエンディングの一部であるピアノ曲XV (「Synthi-Fou」と呼ばれる)を皮切りに、伝統的なピアノの代わりにシンセサイザー（彼はやや誤解を招くような言い方でelektronisches Klavierと呼んでいた）を使うようになった。2つの楽器を区別するために、彼は伝統的な楽器を「ストリングド・ピアノ」と呼び始めた（シュトックハウゼンが『ピアノ曲XII-XIV』で使用していた「ストリング・ピアノ」と呼ばれる技法とは異なる）。また、電子パートをテープに収録するようになった。

#### 楽曲構成
ピアノ曲 XVについて、シュトックハウゼンは次のように説明している。
電子音楽は、聴衆を囲むように立方体に配置された8つのラウドスピーカーで再生される。音は、様々な速度で、8つの同時のレイヤーで、丸く、斜めに、上から下へ、下から上へと移動する。そして，Synthi-Fouは，4台のキーボードと9台のペダルで，新しい音楽を奏でるのである．
シンセサイザーに変わったことで、技術的にも新たな可能性が広がった。音を出すための鍵盤の関係は、ピアノとは根本的に異なる。
シンセサイザーやサンプラーは、もはや指の器用さに依存しない.... 鍵盤を叩く力は、もはや必ずしも音量とは関係なく、プログラムに応じて音色の変化や振幅・周波数の変調をもたらしたり、バロック時代のクラビコードのベブングのように、鍵盤の圧力に反応して音がある時点で多かれ少なかれ振動し始めたりすることもある。
この作品は、作曲家の息子であるサイモン・シュトックハウゼンに捧げられており、1992年10月5日にケルンのルートヴィヒ美術館で初演された。

### ピアノ曲XVI

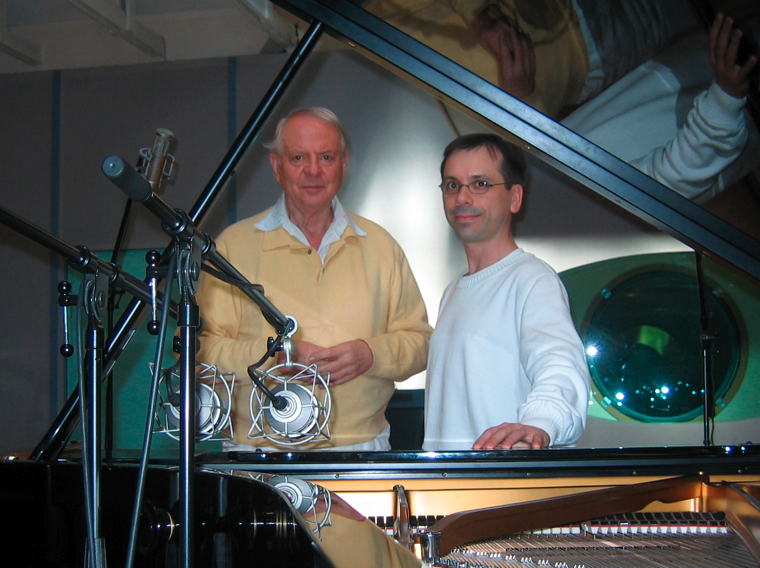
Stockhausen with Antonio Pérez Abellán in 2007

ピアノ曲XVIは、1995年に作曲された弦楽器のピアノと電子鍵盤楽器のアドリブのための作品である。作品は(一人の奏者）で、『光から金曜日』のサウンドシーン12と一緒に、テープやCDで演奏している。
この作品は、1997年のミシェリ・コンクールで、7分間のピアノ曲を依頼されたために書かれたものである。1997年10月に同コンクールのファイナリスト3人によって審査員に向けて初演された。楽譜の序文によると、作曲者がピアニストたちと個別にリハーサルをしたいと申し出たが断られたため、結果は聞いていないが、その後、「彼らは完全に迷っていて、この曲がどのように演奏されるべきか想像できなかった」と言われたという。初公開は、アントニオ・ペレス・アベランが1999年7月21日にシュトックハウゼン講座キュルテンで行った。この楽譜は、「伝統的な弦楽器のピアノだけでなく、電子鍵盤楽器も楽器として演奏するすべてのピアニスト」に捧げられている。

#### 楽曲構成
ピアノ曲XVIでは、「光」のズーパーフォルメルとのつながりが『光から金曜日』の9番目の「現実の場面」である「エルファ」の旋律構造によって媒介されている。 この曲は正確に記譜されているが、鍵盤奏者が演奏するための特定のパートはない。その代わり演奏者は細心の注意を払って記譜された電子音楽と同期してどの音を演奏するかを選択しなければならない。このプロセスは，ある作家によってバロックの演奏実践におけるフィギュアド・ベースの実現に例えられている。

### ピアノ曲XVII
1994年に作曲されたピアノ曲XVIIにも「光から金曜日」の電子音楽が使われている。楽譜の序文によると、この作品は「電子ピアノ」（elektronisches Klavier）で演奏されることになっているが、ここにおける「電子ピアノ」とは「電子音の記憶装置を備えた自由に選択できる鍵盤楽器、例えばサンプラー、メモリー、モジュールなどを備えたシンセサイザー」と定義されている。

#### 楽曲構成
ピアノ曲XII～XVIは、それぞれ「光」の異なるオペラから生まれたもので、XVIはすでに「光から金曜日」の電子音楽から派生していたため、シュトックハウゼンの最初のアイデアは、ピアノ曲XVIIのために次のオペラ「光から水曜日」に移ることであった。初期のスケッチでは、「光から水曜日」の第2場「オーケストラ・ファイナル」からこのピアノ曲を形成するというアイデアが示されているが、作曲家は最終的に考えを改め、代わりに「光から金曜日」の音楽を素材に戻した。
この楽譜では、演奏家が『光から金曜日』の「子供の戦争」の場面の音楽を背景に個人的な作品を作ることが認められている。彗星は差し迫った災害の伝統的な兆候であり，運命を告げる鐘の音や，オペラの子供たちの恐ろしい戦いの場面の回想と相まって，悲観的な世界観を表現している。
シュトックハウゼンはこの作品の別バージョンを、同じテープ伴奏を使って打楽器奏者のソロのために作っている。タイトルは「Komet for a percussionist, electronic and concrete musik, and sound projectionist」という。
アントニオ・ペレス・アベランに献呈されたこの楽譜は，2000年7月31日にドイツのキュルテンにあるシュトゥットガルトハレで開催されたシュトックハウゼン・コースのコンサートで世界初演された．

### ピアノ曲XVIII
2004年に作曲され、「水曜日のフォルメル」という副題のついたピアノ曲XVIIIは、前作と同様に "電子ピアノ"（ここでは "シンセサイザー "と明確に定義されている）のための作品であるが、テープ・パートはない。

#### 楽曲構成
前の2つの作品では自由が求められていたが「ピアノ曲XVIII」では，鍵盤奏者のための完全に確定された記譜法に戻っている。また「ピアノ曲XV」から不在になっていた、表面レベルでの「光」のズーパーフォルメルの明確な提示にも戻っている 。「ピアノ曲XIV」と同様にこれはフォルメルの単純な提示であるが、この場合、シュトックハウゼンが「光から水曜日」の作曲のために開発した4層のバージョンであり、ズーパーフォルメルだけの記述に重ねたものである（偶然にも，前夜の層には音符しかない）。
作品は5つのパートに分かれており、オペラの最初の3つのシーンと最後のシーンの2つの主要部分に対応している。この5つの部分では、3つのズーパーフォルメルの層がそれぞれ回転し、支配的な上のラインをルシファー、イヴ、ミカエル、イヴ、ミカエルのフォルメルが順番に占めています。このズーパーフォルメルは3回演奏され、毎回、前の回の2：3倍の速さでそれぞれの層に異なる音色が与えられている.。
前後の作品と同様に、「ピアノ曲XVIII」には打楽器のためのバージョンも存在しており、この場合は「Mittwoch Formel für drei Schlagzeuger」と題された打楽器三重奏曲である。しかし、ピアノ曲の演奏時間は、打楽器アンサンブル版の約2倍の速さである。
ピアノ曲XVIIIの世界初演は、2005年8月5日、アントニオ・ペレス・アベランによって、キュルテンのSülztalhalleで行われたシュトックハウゼン新音楽講座の第7回コンサートの一環として行われ、打楽器三重奏版の「Mittwoch Formel」も世界初演されている。

### ピアノ曲XIX
2003年に作曲されたピアノ曲XIXは、もともと5台のシンセサイザーのために作曲された「光から日曜日」の「Abschied（別れ）」をテープを使ってソロで演奏したものである。

#### 楽曲構成
シュトックハウゼンは作品について次のように解説している。
カレやコンタクテのオリジナルの精神を受け継いだ作品であり、おそらくはクルツヴェーレンでさえも、主要なソロ・キーボードが4つの補助的なシンセサイザーと相互作用し、ジェスチャーや音色の模倣、そしてインスピレーションによる直感が特徴的なダイナミックなポリフォニーを生み出す作品である。
前の2つのクラヴィアシュテュックと同様に、この作品にも打楽器のためのバージョンが存在し、この場合は打楽器奏者と10トラックテープのための「Strahlen（光線）」というタイトルが付けられている。